# Lexias canescens
Lexias canescens is een vlinder uit de onderfamilie Limenitidinae van de familie Nymphalidae. De wetenschappelijke naam van de soort is, als Symphaedra canescens, voor het eerst geldig gepubliceerd in 1868 door Arthur Gardiner Butler.